# Victor Oladipo
Kehinde Babatunde Victor Oladipo (Upper Marlboro, Maryland; 4 de mayo de 1992) es un jugador de baloncesto estadounidense que se encuentra sin equipo. Con 1,91 metros de altura, juega en la posición de escolta.

## Carrera deportiva

### High School
Oladipo jugó al baloncesto en el instituto DeMatha en Hyattsville, Maryland. En su año "sénior" promedió 11,9 puntos, 10,3 rebotes y 3,6 tapones por partido. Lideró al equipo consiguiendo un récord de 32 victorias y 4 derrotas, y el campeonato de la conferencia.

### Universidad
Oladipo eligió jugar al baloncesto para la Universidad de Indiana y graduarse en Comunicación y Retransmisión Deportiva, rechazando ofertas de Notre Dame, Maryland y Xavier, entre otras. Jugó 3 temporadas en las que promedió 10,7 puntos y 5,2 rebotes por partido.
Jugó tres temporadas para los Hoosiers de la Universidad de Indiana.
En su último año, en 2013, fue nombrado Jugador de Baloncesto Universitario del Año con el premio Sporting News y primer equipo All-American de 2013. Ese mismo año, fue nombrado el ganador del Trofeo Adolph Rupp, que se concede anualmente al mejor jugador de la División I de Baloncesto Masculino de la NCAA. Compartió además con Jeff Withey de los Kansas Jayhawks el premio al Jugador Defensivo del Año de la NABC en 2013.

#### Estadísticas
| Año     | Equipo  | PJ  | PT | MPP  | %TC  | %3P  | %TL  | RPP | APP | ROB | TPP | PPP  |
| ------- | ------- | --- | -- | ---- | ---- | ---- | ---- | --- | --- | --- | --- | ---- |
| 2010–11 | Indiana | 32  | 5  | 18.0 | .547 | .308 | .612 | 3.7 | .9  | 1.1 | .2  | 7.4  |
| 2011–12 | Indiana | 36  | 34 | 26.7 | .471 | .208 | .750 | 5.3 | 2.0 | 1.4 | .6  | 10.8 |
| 2012–13 | Indiana | 36  | 36 | 28.4 | .599 | .441 | .746 | 6.3 | 2.1 | 2.2 | .8  | 13.6 |
| Total   | Total   | 104 | 75 | 24.6 | .538 | .338 | .716 | 5.2 | 1.7 | 1.5 | .5  | 10.7 |

### NBA

#### Orlando Magic

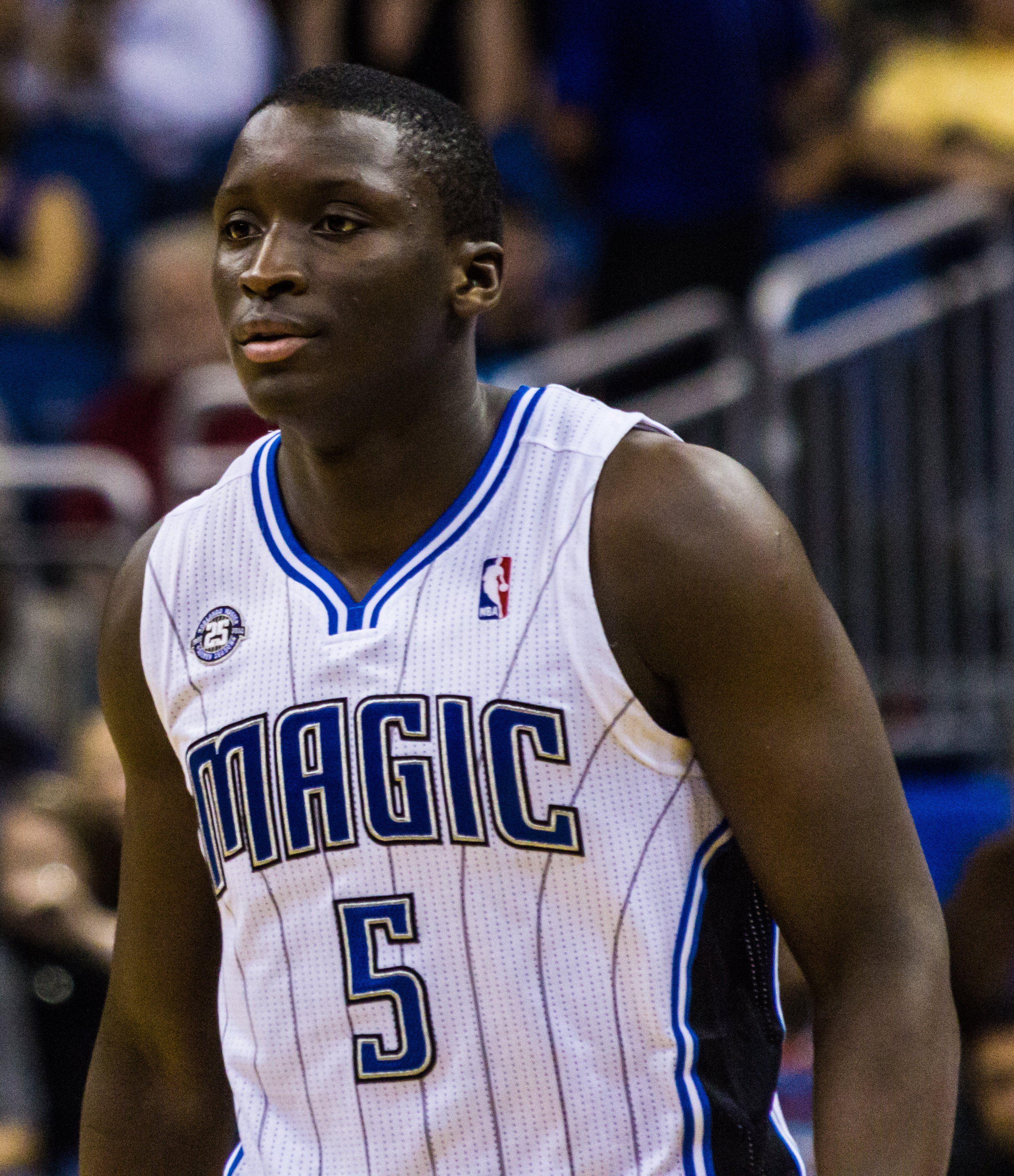
Oladipo con los Magic en 2013.

El 9 de abril de 2013, en una rueda de prensa, Oladipo anunció que renunciaba a su temporada "sénior" en Indiana y se presentaba al draft. 
Fue seleccionado en la segunda posición por Orlando Magic, solo por detrás de Anthony Bennett (Cleveland Cavaliers).
Cuando se realizó la encuesta anual de NBA.com a los novatos, Oladipo salió votado como el mejor defensor, el favorito para ganar el premio al Rookie del Año (junto con C. J. McCollum), el favorito para tener la mejor carrera (junto con Kelly Olynyk) y el segundo más atlético, por detrás de Tony Mitchell.
Oladipo debutó en la NBA el 30 de octubre de 2013 en el partido que enfrentaba a sus Orlando Magic contra Indiana Pacers. El 3 de diciembre de 2013, Oladipo registró el primer triple-doble de su carrera con 26 puntos, 10 rebotes y 10 asistencias en 52 minutos en la derrota por 125-126 en doble prórroga de los Philadelphia 76ers. El novato Michael Carter-Williams de los 76ers también logró el primer triple-doble de su carrera en el mismo partido, siendo la primera y única vez en la historia de la NBA que dos jugadores de primer año registran dos triples-dobles en el mismo partido. La última vez que dos jugadores lograron los primeros triples-dobles de su carrera en el mismo partido fue cuando Donnie Butcher y Ray Scott de los Detroit Pistons lo lograron el 14 de marzo de 1994 (pero no eran rookies). También fue la primera vez que dos contrincantes habían logrado dos triples-dobles en el mismo partido desde Caron Butler y Baron Davis el 23 de noviembre de 2007.
Durante el mes de febrero, Oladipo había terminado su participación en el Rising Stars Challenge y el Skills Challenge (Concurso de habilidades). Para el Rising Stars Challenge, fue seleccionado como jugador del equipo de Chris Webber, que se compone sobre todo de una mezcla de los jugadores novatos con los de segundo año, mientras que la última competencia le había emparejado con su rival Michael Carter-Williams como uno de los cuatro equipos que compiten por el premio. El equipo de Oladipo y Carter-Williams fue el único equipo que compitió con dos novatos.
El 12 de febrero de 2014, Oladipo registró un récord personal de 14 asistencias, además de 30 puntos, 9 rebotes y un robo, en una victoria por 129-121 en dos prórroga sobre los New York Knicks.
Oladipo finalizó su temporada de rookie promediando 13,8 puntos, 4,1 rebotes y 4,1 asistencias en 80 partidos disputados. El 22 de mayo de 2014, fue nombrado en el Mejor quinteto de rookies de la NBA en esa temporada.

#### Oklahoma City Thunder

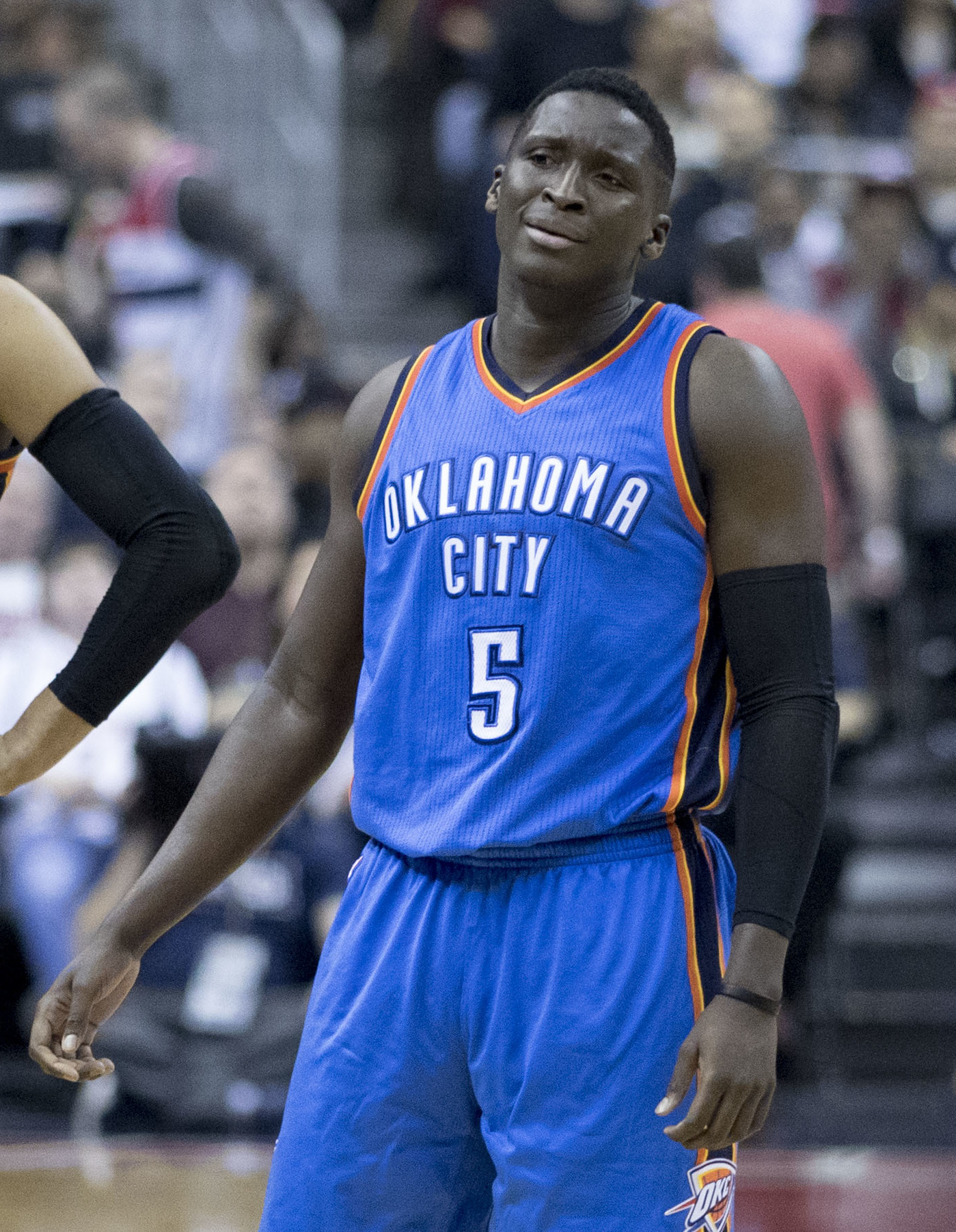
Oladipo con los Thunder en 2017.

El 23 de junio de 2016, Oladipo fue traspasado junto a Ersan Ilyasova y Domantas Sabonis a los Oklahoma City Thunder a cambio de Serge Ibaka. A finales de octubre de 2016 firmó una extensión de contrato con los Thunder por cuatro años y 84 millones de dólares. Debutó con la franquicia de Oklahoma el 26 de octubre ante los Philadelphia 76ers. Oladipo contribuyó a la victoria de su equipo con 10 puntos y 5 rebotes.

#### Indiana Pacers
El 6 de julio de 2017 fue traspasado junto a Domantas Sabonis a los Indiana Pacers a cambio de Paul George. Su gran temporada con los Pacers (Oladipo logró mejores marcas de su carrera en todos los apartados estadísticos, anotando más de 23 puntos por partido) le dio la oportunidad de jugar por primera vez el All Star.
Para la temporada 2018-19, los Pacers se habían convertido en un equipo a tener en cuenta en la Conferencia Este, con Oladipo como líder. Tras un gran inicio, con Indiana tercero en la clasificación y Victor manteniendo sus números del curso anterior, el 23 de enero de 2019, en un partido ante los Toronto Raptors, Oladipo sufrió una lesión en el cuádriceps derecho que le hizo estar de baja ocho meses, diciendo así adiós al resto de la temporada. Esta grave lesión no impidió que, una semana más tarde, fuese nombrado suplente para el All-Star, aunque lógicamente no pudo participar, siendo sustituido por D'Angelo Russell, de los Brooklyn Nets.

#### Houston Rockets
El 13 de enero de 2021, es traspasado a Houston Rockets en un acuerdo que involucra a cuatro equipos.

#### Miami Heat
Pero el 25 de marzo, es traspasado a Miami Heat a cambio de Avery Bradley y Kelly Olynyk. Tras únicamente 4 encuentros disputados con los Heat, el 12 de mayo, el escolta decide operarse el tendón del cuádriceps derecho, intervención que le convierte automáticamente en baja para lo que resta de campaña.

#### Traspasos
El 30 de junio de 2023 es traspasado a Oklahoma City Thunder junto con algunas rondas del draft a cambio de absorber su salario de 9,45 millones de dólares, pero el 17 de octubre, es traspasado junto a Jeremiah Robinson-Earl a los Houston Rockets, a cambio de Kevin Porter Jr..
El 1 de febrero de 2024, es traspasado a Memphis Grizzlies a cambio de Steven Adams, sin haber debutado con los Rockets. Pero es de nuevo cortado por los Grizzlies el 8 de febrero.

## Estadísticas de su carrera en la NBA
|  | Líder de la liga |

### Temporada regular
| Año      | Equipo        | PJ  | PT  | MPP  | %TC  | %3P  | %TL  | RPP | APP | ROB | TPP | PPP  |
| -------- | ------------- | --- | --- | ---- | ---- | ---- | ---- | --- | --- | --- | --- | ---- |
| 2013-14  | Orlando       | 80  | 44  | 31.1 | .419 | .327 | .780 | 4.1 | 4.1 | 1.6 | .5  | 13.8 |
| 2014-15  | Orlando       | 72  | 71  | 35.7 | .436 | .339 | .819 | 4.2 | 4.1 | 1.7 | .3  | 17.9 |
| 2015-16  | Orlando       | 72  | 52  | 33.0 | .438 | .348 | .830 | 4.8 | 3.9 | 1.6 | .8  | 16.0 |
| 2016-17  | Oklahoma City | 67  | 67  | 33.2 | .442 | .361 | .753 | 4.3 | 2.6 | 1.2 | .3  | 15.9 |
| 2017-18  | Indiana       | 75  | 75  | 34.0 | .477 | .371 | .799 | 5.2 | 4.3 | 2.4 | .8  | 23.1 |
| 2018-19  | Indiana       | 36  | 36  | 31.9 | .423 | .343 | .730 | 5.6 | 5.2 | 1.7 | .3  | 18.8 |
| 2019-20  | Indiana       | 19  | 16  | 27.8 | .394 | .317 | .814 | 3.9 | 2.9 | 0.9 | .2  | 14.5 |
| 2020-21  | Indiana       | 9   | 9   | 33.3 | .421 | .362 | .730 | 5.7 | 4.2 | 1.7 | .2  | 20.0 |
| 2020-21  | Houston       | 20  | 20  | 33.5 | .407 | .320 | .783 | 4.8 | 5.0 | 1.2 | .5  | 21.2 |
| 2020-21  | Miami         | 4   | 4   | 27.8 | .372 | .235 | .667 | 3.5 | 3.5 | 1.8 | .5  | 12.0 |
| 2021-22  | Miami         | 8   | 1   | 21.6 | .479 | .417 | .737 | 2.9 | 3.5 | .6  | .1  | 12.4 |
| 2022-23  | Miami         | 42  | 2   | 26.3 | .397 | .330 | .747 | 3.0 | 3.5 | 1.4 | .3  | 10.7 |
| Total    | Total         | 504 | 397 | 32.2 | .436 | .347 | .788 | 4.5 | 3.9 | 1.6 | .5  | 16.9 |
| All-Star | All-Star      | 1   | 0   | 15.0 | .375 | .167 | .000 | 2.0 | 3.0 | 3.0 | .0  | 7.0  |

### Playoffs
| Año   | Equipo        | PJ | PT | MPP  | %TC  | %3P  | %TL   | RPP | APP | ROB | TPP | PPP  |
| ----- | ------------- | -- | -- | ---- | ---- | ---- | ----- | --- | --- | --- | --- | ---- |
| 2017  | Oklahoma City | 5  | 5  | 36.2 | .344 | .240 | 1.000 | 5.6 | 2.0 | 1.4 | .6  | 10.8 |
| 2018  | Indiana       | 7  | 7  | 37.3 | .417 | .404 | .732  | 8.3 | 6.0 | 2.4 | .4  | 22.7 |
| 2020  | Indiana       | 4  | 4  | 30.8 | .393 | .364 | .938  | 3.3 | 2.5 | 2.3 | .0  | 17.8 |
| 2022  | Miami         | 15 | 1  | 24.5 | .368 | .274 | .792  | 3.4 | 2.1 | 1.3 | .3  | 10.6 |
| 2023  | Miami         | 2  | 0  | 22.7 | .526 | .400 | .333  | 3.5 | 1.0 | 1.0 | .5  | 11.5 |
| Total | Total         | 33 | 17 | 29.6 | .391 | .330 | .790  | 4.8 | 2.9 | 1.6 | .3  | 14.1 |

## Logros y reconocimientos
Universidad
- Sporting News Jugador del Año (2013)
- Co-Jugador Defensivo del Año de la NABC (2013)
- Primer Equipo All-American (2013)
- Jugador Defensivo del Año de la Big Ten (2013)
- Mejor Quinteto de la Big Ten (2013)
- Mejor Quinteto Defensivo de la Big Ten (2012 y 2013)
- Trofeo Adolph Rupp (2013)

NBA
- 2 veces All-Star de la NBA (2018 y 2019)
  - Rising Stars de la NBA (2014)
- Mejor quinteto de rookies de la NBA (2014)
- Mejor quinteto defensivo de la NBA (2018)
- Jugador más mejorado de la NBA (2018)
- Dunk of the Year Fan Award - 2017

### Récords personales en un partido
Temporada regular
| Categoría                 | Récord | Equipo         | Oponente               | Fecha                   |
| ------------------------- | ------ | -------------- | ---------------------- | ----------------------- |
| Puntos                    | 47     | Indiana Pacers | Denver Nuggets         | 10 de diciembre de 2017 |
| Tiros de campo encestados | 16     | Orlando Magic  | Cleveland Cavaliers    | 18 de marzo de 2016     |
| Tiros de campo intentados | 30     | Orlando Magic  | Chicago Bulls          | 15 de enero de 2014     |
| Triples encestados        | 6      | Orlando Magic  | Brooklyn Nets          | 8 de enero de 2016      |
| Triples encestados        | 6      | Indiana Pacers | Cleveland Cavaliers    | 8 de diciembre de 2017  |
| Triples intentados        | 14     | Indiana Pacers | Philadelphia 76ers     | 7 de noviembre de 2018  |
| Tiros libres encestados   | 13     | Orlando Magic  | New York Knicks        | 25 de noviembre de 2015 |
| Tiros libres intentados   | 15     | Orlando Magic  | New York Knicks        | 25 de noviembre de 2015 |
| Rebotes ofensivos         | 4      | Orlando Magic  | Portland Trail Blazers | 20 de marzo de 2015     |
| Rebotes ofensivos         | 4      | Indiana Pacers | Dallas Mavericks       | 19 de enero de 2019     |
| Rebotes defensivos        | 13     | Orlando Magic  | Oklahoma City Thunder  | 30 de octubre de 2015   |
| Rebotes defensivos        | 13     | Indiana Pacers | Detroit Pistons        | 17 de noviembre de 2017 |
| Rebotes                   | 15     | Indiana Pacers | Detroit Pistons        | 17 de noviembre de 2017 |
| Asistencias               | 14     | Orlando Magic  | New York Knicks        | 21 de febrero de 2014   |
| Robos                     | 7      | Indiana Pacers | Orlando Magic          | 20 de noviembre de 2017 |
| Tapones                   | 4      | Orlando Magic  | Denver Nuggets         | 8 de diciembre de 2015  |
| Tapones                   | 4      | Indiana Pacers | Orlando Magic          | 27 de noviembre de 2017 |
| Minutos                   | 57     | Orlando Magic  | Chicago Bulls          | 15 de enero de 2014     |

## Vida personal
Victor Oladipo nació en Upper Marlboro, Maryland. Su madre, Joan Amanze Oladipo, es una inmigrante nigeriana que trabajaba como enfermera. Su padre, Christopher Oladipo, nativo de Sierra Leona, es un ejecutivo de salud pública para el Condado de Prince George (Maryland), con un doctorado en ciencias del comportamiento de la Universidad de Maryland, College Park.
Sus padres se casaron en los Estados Unidos en 1985. Victor es el único hijo varón y tiene tres hermanas: Kristine (1986), Kendra (1990) y su hermana melliza Victoria. Su hermana Kendra es sorda.
Oladipo también se formó como cantante en el coro de la iglesia, en el que su madre le obligó a participar cuando era niño. En 2017 sacó un EP titulado "Songs for You" el cual cuenta en 2 pistas con la colaboración de Eric Bellinger y 2 Chainz. En 2018 saca su primer álbum "V.O." con artistas invitados como Tory Lanez, Eric Bellinger, PNB Rock y Trey Songz.